# チェリッシュ愛の贈り物
『チェリッシュ愛の贈り物』（チェリッシュあいのおくりもの）は、CBCラジオで2008年10月5日から毎週日曜日に放送されているラジオ番組。

## 概要
- パーソナリティーのチェリッシュの心地よいトークと、音楽、団塊世代の知りたい情報などを届ける番組。

## 放送時間
現在
- 2021年4月4日～現在　7:45-8:00

過去
- 2014年4月6日～2021年3月28日　10:28頃～10:43頃　（小堀勝啓の新栄トークジャンボリー内で放送）

- 2008年10月5日～2014年3月30日　12:45‐13:00（JST）（神山里美のホッとna日曜→サンデーみか 〜Mika's MUSIC MUSEUM〜→小堀勝啓の新栄トークジャンボリー内で放送）